# Studium głowy
Studium głowy – obraz hiszpańskiego malarza pochodzenia greckiego Dominikosa Theotokopulosa, znanego jako El Greco.
Obok obrazów głównie o tematyce religijnej ważnym elementem twórczości El Greca były portrety. Bardzo często stanowiły one uzupełnienie do kompozycji religijnych jak w Pogrzebie hrabiego Orgaza lub były portretami świętych. Studium głowy przedstawia prawdopodobnie wizerunek apostoła Jakuba Młodszego i należało do serii obrazów przedstawiających głowy apostołów. Kształt nosa postaci podobny jest do późniejszego portretu pt. Apostoł Andrzej wykonanego w 1610 roku. Wszystkie portrety malarza charakteryzuje element dramatu i we wszystkich można dostrzec wyraźne cechy charakteru modela. El Greco prawie zawsze malował postacie bez dodatkowych atrybutów, bez tła, blisko obserwatora. Historycy sztuki wysuwają przypuszczenie, iż portret może stanowić fragment jakiejś większej kompozycji Istnieją również hipotezy mówiące że mężczyzna z okoloną rzadka brodą, z pociągłą ascetyczną twarzą jest autoportretem artysty. W katalogu Gudiola portret występuje jako Apostoł Jakub Starszy.